# ۱۳۸۵ (قمری)
۱۳۸۵ (قمری)، هزار و سیصد و هشتاد و پنجمین سال در گاهشماری هجری قمری است. اول محرم این سال برابر با دوم مه سال ۱۹۶۵ میلادی است.